# Бенджамін Гітлоу
Бенджамін Гітлоу (22 грудня 1891 — 19 липня 1965) — видатний американський політик — соціалістичний діяч початку 20-го століття та один із засновників Комуністичної партії США. Наприкінці 1930-х років Гітлоу перейшов до консерватизму і написав два сенсаційні викриття американського комунізму, книги, які мали великий вплив у період Маккарті. Гітлоу залишався провідним антикомуністом аж до моменту своєї смерті.

## Передісторія

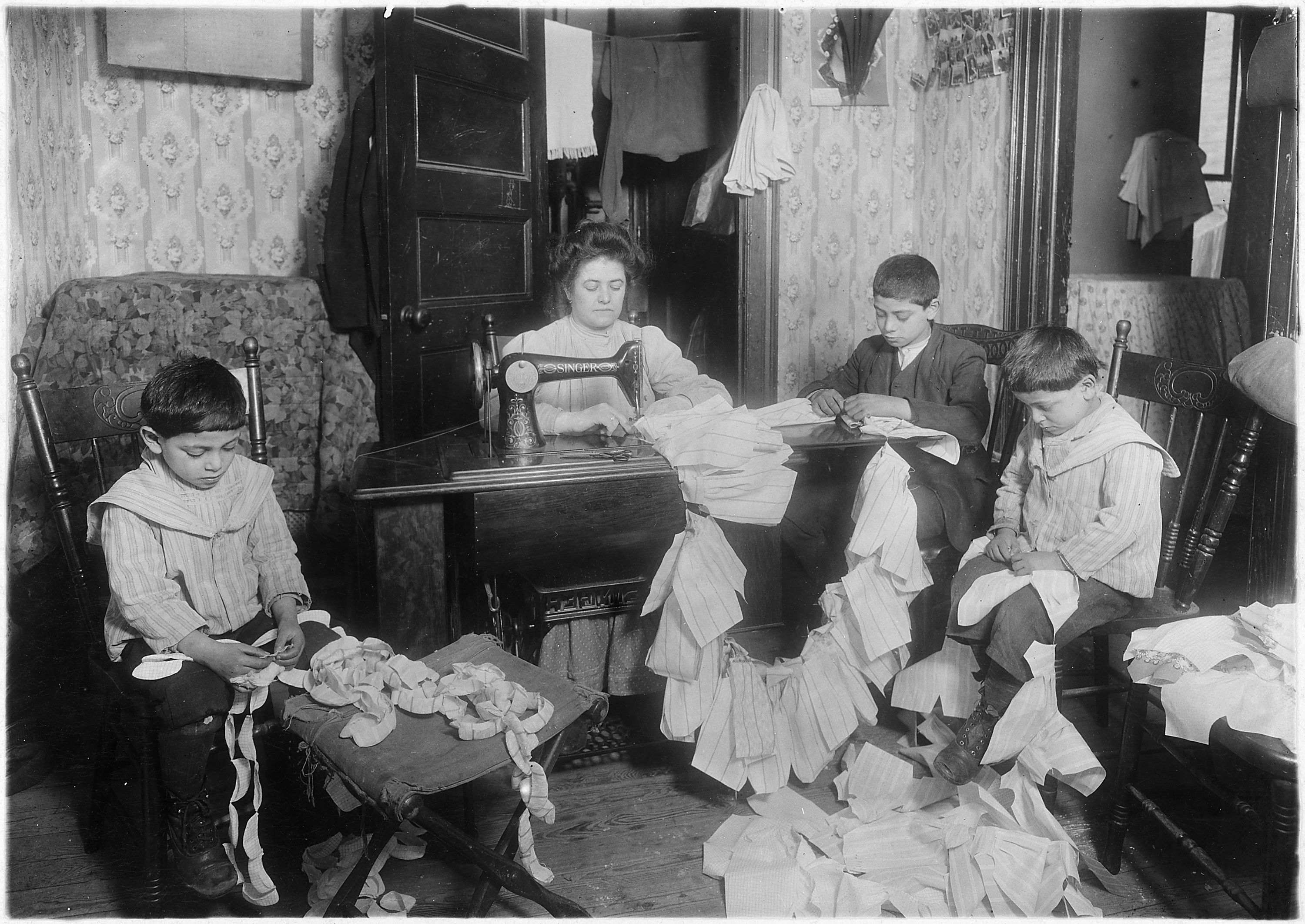
Нью-йоркська сім'я виготовляє одяг для ляльок відрядно (1912) — так само, як і сім'я Гітлоу

Бенджамін Гітлоу народився 22 грудня 1891 року в Елізабетпорті, штат Нью-Джерсі. Його батьки були єврейськими іммігрантами з Російської імперії; батько, Льюїс Альберт Гітлоу, переїхав до Сполучених Штатів у 1888 році, а мати, Кетрін, у 1889 році. У Сполучених Штатах його батько працював неповний робочий день на різних фабриках, а мати допомагала збіднілій родині зводити кінці з кінцями, зшиваючи вдома відрядну роботу для швейних фабрик.

Радикалізм, схоже, глибоко вкоренився в родині. Гості в родинному домі розповідали історії про свій особистий і політичний досвід у царській Росії. Пізніше Гітлоу згадував цей досвід як визначальний для його власного політичного розвитку:
Я уважно слухав пригоди російських революційних вождів, їхній досвід спілкування з поліцією, дні й роки, проведені у в'язницях і заслання на пустирі Сибіру. Я обурювався, коли чув, як цар погано поводився з народом. Мене хвилювали розповіді про підпільний рух, про конспіративну діяльність, про те, як планувалися розправи над царськими гнобителями… Розповіді про особистий досвід, коли таємна поліція робила набіги на будинки революціонерів, зачаровували мене. Я передбачав кожен інцидент, який міг бути пов'язаний з цим. Я також слухав дискусії, дуже ідеалістичні за своєю суттю, в яких учасники показували, як соціалізм змінить світ, і суперечки щодо методів досягнення соціалізму.
 Пізніше його мати здобула певну популярність як важливий комуністичний жіночий лідер, працюючи секретарем Жіночого комітету Робітничої партії Америки в 1924 році. Однак вона вийшла з партії в 1930 році і стала запеклим противником сталінського режиму до її смерті в 1940 році.

## Кар'єра

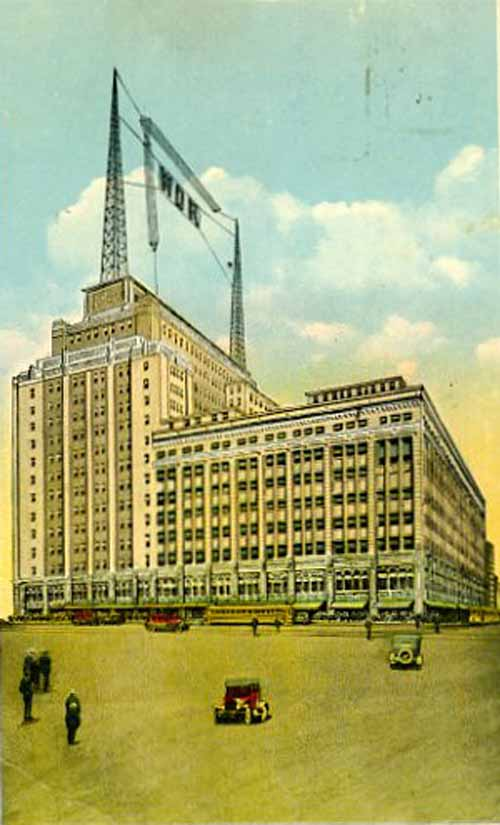
Магазин у Ньюарку, голос в ефірі: зі студією на 6-му поверсі та ефектною антеною на даху, Bamberger's запустив WOR (AM), щоб продавати більше радіоприймачів — Гітлоу працював в універмазі в Нью-Джерсі

Гітлоу вивчав право, працюючи роздрібним продавцем в універмазі в Ньюарку, Нью-Джерсі. Він допоміг організувати Міжнародну Спілку роздрібних продавців, політичну діяльність, за яку був звільнений з роботи та внесений до чорного списку Асоціацією купців. У червні 1914 року Гітлоу дав свідчення Комісії з промислових відносин США щодо умов, які панували в універмагах США. Його свідчення включали описи обов'язкової понаднормової роботи, шпигування за робітниками та сексуальні домагання quid pro quo.
Після того, як його занесли до чорного списку в галузі роздрібної торгівлі, Гітлоу недовго працював закрійником у швейній промисловості, перш ніж увійти у світ радикальної журналістики в 1919 році.

## Вступ у радикальну політику

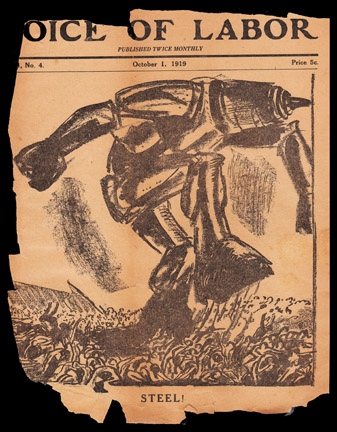
Обкладинка жовтневого номера «Голосу праці» за 1919 рік, виданого Комуністичною трудовою партією

Як тільки йому виповнилося 18 років і він отримав право на членство, Бен Гітлоу приєднався до Соціалістичної партії Америки. Гітлоу був відданим і активним членом партії, і його було обрано делегатом на з'їзд штату Нью-Йорк SPA в 1910 році, через рік після його приєднання. Восени 1917 року Гітлоу був обраний за білетом соціалістів до Асамблеї штату Нью-Йорк (Bronx Co., 3rd D.) і засідав у 141-му законодавчому зборі штату Нью-Йорк. Він був одним із 10 соціалістів, обраних до Асамблеї 1918 року, усі вони були з Нью-Йорка.
Незважаючи на (або, можливо, завдяки) його два роки соціалістичним парламентарем, Бен Гітлоу сповідував віру в революційний соціалізм. З перших днів свого існування у 1919 році Гітлоу був прихильником протокомуністичної Лівої секції Соціалістичної партії, тісно співпрацюючи з відомим радикальним журналістом і військовим кореспондентом Джоном Рідом. У квітні 1919 року Ліва секція Соціалістичної партії Великого Нью-Йорка заснувала офіційну щотижневу газету під назвою The New York Communist. Редактором нового видання було призначено Ріда, а Максиміліан Коен займався повсякденною діяльністю видання як його бізнес-менеджер. Після випуску від 14 червня 1919 року Макс Коен пішов зі сцени, а Бен Гітлоу зайняв посаду бізнес-менеджера.
Після Національної конференції лівого крила в червні 1919 року газету New York Communist Ріда було об'єднано зі старішою та відомішою газетою секції лівого крила Соціалістичної партії, місцевим Бостоном, The Revolutionary Age Революційна доба), яку редагував Луї К. Фрейна. Це видання було перенесено до Нью-Йорка і згодом було визнано «Національним органом лівого крила Соціалістичної партії», причому колишній нью-йоркець Фрейна залишився редактором, а Бен Гітлоу обійняв посаду бізнес-менеджера.
Джон Рід був призначений редактором нового щомісячного робітничого журналу лівої секції під назвою «Голос праці». Бен Гітлоу також працював бізнес-менеджером цього видання, яке було прийнято Комуністичною трудовою партією восени, незадовго до її припинення через брак фінансів.

## Арешт і суд

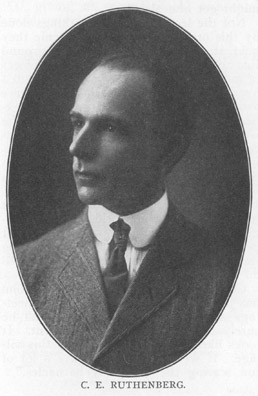
Чарльз Рутенберг (1910) очолював Комуністичну партію, співзасновником якої був Гітлоу

За свій публічний зв'язок зі співробітниками The Revolutionary Age Бенджамін Гітлоу був заарештований під час скоординованого рейду проти комуністичного руху, проведеного владою штату Нью-Йорк і Департаментом юстиції в ніч з 7 на 8 листопада 1919 року. Гітлоу було пред’явлено звинувачення в порушенні Закону Нью-Йорка про кримінальну анархію 1902 року, який визначав злочином заохочення насильницького повалення уряду. Стверджувалося, що публікація "Маніфесту лівого крила" журналом Revolutionary Age на початку того ж року була такою ж незаконною дією.
Судовий процес над Беном Гітлоу, який отримав широкий розголос, розпочався в Нью-Йорку 22 січня 1920 року та був переданий суду присяжних 5 лютого. Гітлоу виступив перед присяжними на свій власний захист у цій справі, сказавши:

У цій справі мене звинувачують у публікації та розповсюдженні газети, відомої як «Революційна доба», у якій було надруковано документ, відомий як «Маніфест і програма лівого крила». Вважається, що цей документ виступає за повалення влади силою, насильством і незаконними засобами. Сам документ, Маніфест лівого крила, є широким аналізом умов, економічних умов та історичних подій у сучасному світі. Це документ, який ґрунтується на принципах соціалізму з самого початку їх створення. Єдине, що робить документ, це розширює ці принципи у світлі сучасних подій... Соціалісти завжди стверджували, що перехід від капіталізму до соціалізму буде фундаментальною зміною, тобто ми матимемо повну реорганізацію суспільства, що ця зміна не буде питанням реформи; що капіталістична система суспільства буде повністю змінена і що ця система поступиться місцем новій системі суспільства, заснованій на новому кодексі законів, на новому кодексі етики та на новій формі правління. З цієї причини соціалістична філософія завжди була революційною філософією, і люди, які дотримувалися соціалістичної програми та філософії, завжди вважалися революціонерами, і я, як той, хто стверджує, що в очах сучасного суспільства я є революціонером.
Проте спроба захисту Гітлоу оголосити публікацію Маніфесту лівого крила вираженням історичного аналізу, а не актом практичної пропаганди, виявилася невдалою. Гітлоу було визнано винним у звинуваченні, висунутому проти нього, і 11 лютого 1920 року засуджено до 5-10 років ув'язнення. Понад два роки він провів у в'язниці Сінг Сінг, перш ніж був звільнений під заставу, пов'язану з поданням заяви про помилку. Клопотання Гітлоу про апеляцію було зрештою задоволено 13 грудня 1922 року, після чого відбулися подальші слухання в штаті.

## Політична діяльність після в'язниці

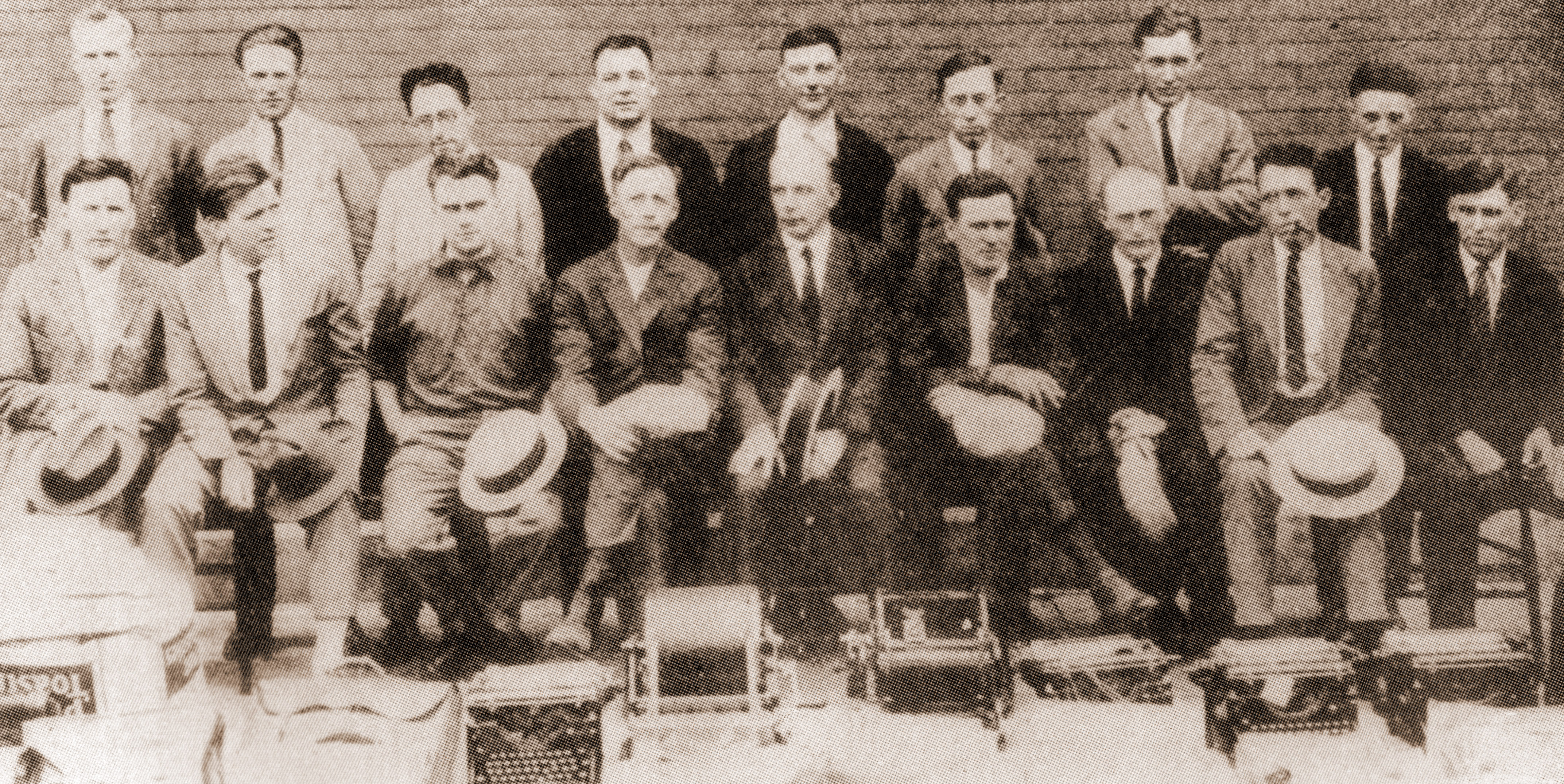
Серед заарештованих під час рейду Бріджмена 1922 року: Задній ряд зліва направо: Т. Дж. О'Флаерті, Чарльз Еріксон, Сиріл Ламбкін, Білл Данн, Джон Міхелік, Алекс Бейл, В. Е. "Бад" Рейнольдс, "Френсіс Ешуорт": Сидять зліва направо: Норман Талл-ентер, Калеб Гаррісон, Юджин Бехтольд, Сет Нордлінг, Чарльз Рутенберг, Чарльз Крумбейн, Макс Лернер, Т. Р. Салліван, Елмер Макміллан

Після звільнення з в'язниці під заставу навесні 1922 року Бен Гітлоу став штатним співробітником Комуністичної партії Америки. Керівний Центральний виконавчий комітет призначив його промисловим організатором (партійним організатором у профспілках) для великої території, яка простягалася від Нью-Йорка до Філадельфії та охоплювала весь регіон Нової Англії.
Він був обраний делегатом злощасного з’їзду Комуністичної партії у серпні 1922 року, який відбувся в Бріджмені, штат Мічиган, на який проник шпигун Міністерства юстиції і який здійснила обшук поліція. Після цього Гітлоу було заарештовано та ув’язнено, але згодом звільнений під заставу. Зрештою лише 2 делегати цього з’їзду були засуджені, профспілковий лідер Вільям З. Фостер (звільнений, коли присяжні не дійшли згоди) та виконавчий секретар Робітничої партії Ч. Е. Рутенберг, який був засуджений, але помер до завершення апеляції та винесення вироку.
З травня 1923 року до початку 1924 року Гітлоу — відданий прихильник партійної фракції, очолюваної Ч. Е. Рутенбергом і противник фракції, очолюваної Вільямом З. Фостером — був призначений редактором щоденної газети Робітничої партії мовою ідиш Morgen Freiheit, незважаючи на те, що Ґітлоу, який народився та здобув освіту в Америці, погано володів цією мовою. Це призначення мало політичний характер, і Гітлоу був усунутий з газети, як тільки фракція Фостера досягла контролю (отримала більшість) над партійним апаратом.
У 1924 році Гітлоу було названо кандидатом від Робітничої партії Америки на пост віце-президента Сполучених Штатів.

## Повернення до в'язниці

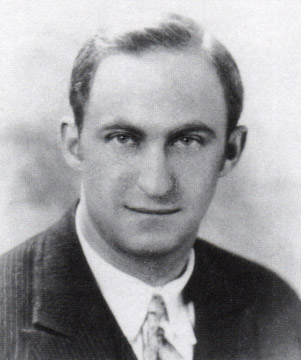
Джей Лавстоун, до фракції якого належав Гітлоу.

Через три роки після його звільнення під заставу, 8 червня 1925 року, Верховний суд США підтвердив його вирок у справі Гітлоу проти Нью-Йорка 7 голосами проти 2, підтвердивши, що публікація Маніфесту лівого крила в Революційна доба, по суті, була діянням, яке карається законом. Оскільки судові суперечки та закулісна політика тривали, Бен Гітлоу готувався повернутися до в’язниці.
У листопаді 1925 року суд повернув Гітлоу до в'язниці Сінг-Сінг, для відбування покарання. Однак це не були «важкі часи». Гітлоу негайно перевели в нову секцію в'язниці, розташовану на пагорбі, набагато комфортнішу, ніж та, в якій він перебував раніше. Гітлоу призначили прибиральником, що займало лише близько години його часу. У камерах було свіже повітря, зручний матрац, гаряча вода в умивальнику та чисті, гладко пофарбовані сталеві стіни. Пізніше Гітлоу згадував, що «якби там була ванна, це було б еквівалентно хорошій невеликій кімнаті в сучасному готелі». Гітлоу очікував короткого перебування у закладі, оскільки Американська спілка громадянських свобод запевнила його, що вона отримала усне зобов’язання від губернатора Ела Сміта про те, що Гітлоу буде помилуваний в найкоротші строки.
11 грудня 1925 року, в першу річницю весілля Гітлоу, його відвідала дружина, яка показала йому листа від адвоката Американського союзу громадянських свобод, в якому йшлося про те, що він зможе покинути Сінг-Сінг умовно-достроково, якщо погодиться на умови свого звільнення. Гітлоу вважав це невдалим поворотом подій, оскільки він прагнув свободи, щоб продовжувати свою політичну діяльність без обмежень нагляду за умовно-достроково звільненим і загрози швидкого повернення до в'язниці. Дружина Гітлоу отримала повідомлення по телефону, що його рішення про умовно-дострокове звільнення було спірним, оскільки губернатор вирішив надати йому повне помилування. Звільнившись з в'язниці наступного дня, Гітлоу прибув потягом на переповнений Центральний залізничний вокзал, де його палко вітали члени партії та друзі, що зібралися там.
У 1926 році Гітлоу балотувався за списком Робітничої партії Америки на посаду губернатора Нью-Йорка.
У 1928 році Гітлоу знову був названий кандидатом від Робітничої партії Америки на посаду віце-президента Сполучених Штатів, вдруге балотуючись за списком, очолюваним Вільямом З. Фостером.
Гітлоу досяг вершини свого політичного життя як лідер Комуністичної партії невдовзі після завершення кампанії 1928 року, коли 16 березня 1929 року Гітлоу був призначений до Секретаріату з трьох осіб на чолі Комуністичної партії, обійнявши посаду Виконавчого секретаря. Однак його перебування на вершині виявилося короткочаснимм, оскільки 23 березня він сів на океанський лайнер до Москви у складі делегації з 10 осіб, яка мала намір оскаржити рішення Комінтерну про виключення Джея Лавстоуна з Комуністичної партії. Тимчасово посаду виконавчого секретаря було передано союзнику по фракції по фракції Роберту Майнору.

## Радикальний опозиціонер

Логотип групи Комуністична партія США (опозиційна), яку Гітлоу заснував разом з Джей Лавстоуном у 1929 році

У 1929 році Комуністичний Інтернаціонал очистив комуністичні партії по усьому світі від так званої «правої опозиції», оскільки світовий комуністичний рух похитнувся до революційних лівих. Разом зі своїм фракційним однопартійцем Джеєм Лавстоуном Бен Гітлоу був виключений з партії як нібито прихильник Миколи Бухаріна в СРСР в опозиції на противагу жорсткій фракції Йосипа Сталіна. Виключені комуністи пішли за Лавстоном у нову організацію, так звану Комуністичну партію (група більшості), яка фактично включала невелику частину членів звичайної Комуністичної партії.
Гітлоу було призначено членом керівної Національної ради КП(МГ) у жовтні 1929 року. На 1-й Національній конференції організації, що відбулася 4–6 липня 1930 року в Нью-Йорку, Гітлоу було обрано секретарем політичної організації Лавстона. Восени 1930 року Гітлоу відправили в місячне турне Сполученими Штатами від імені лавстонівців, взявши його до Детройта, Чикаго та Суріріор (Вісконсін), перш ніж повернутися на східне узбережжя.
Протягом перших 5 років свого існування організація Лавстоуна продовжувала шукати примирення з регулярною Комуністичною партією. Проте власні погляди Гітлоу поступово змінилися. У травні 1933 року він і Лазар Беккер відокремилися від лавстонівців, щоб заснувати Робітничу комуністичну лігу, яка, у свою чергу, об’єдналася з групою навколо Бі Джей Філда, щоб наступного року сформувати Організаційний комітет Революційної робітничої партії.

## Антикомуністичні роки

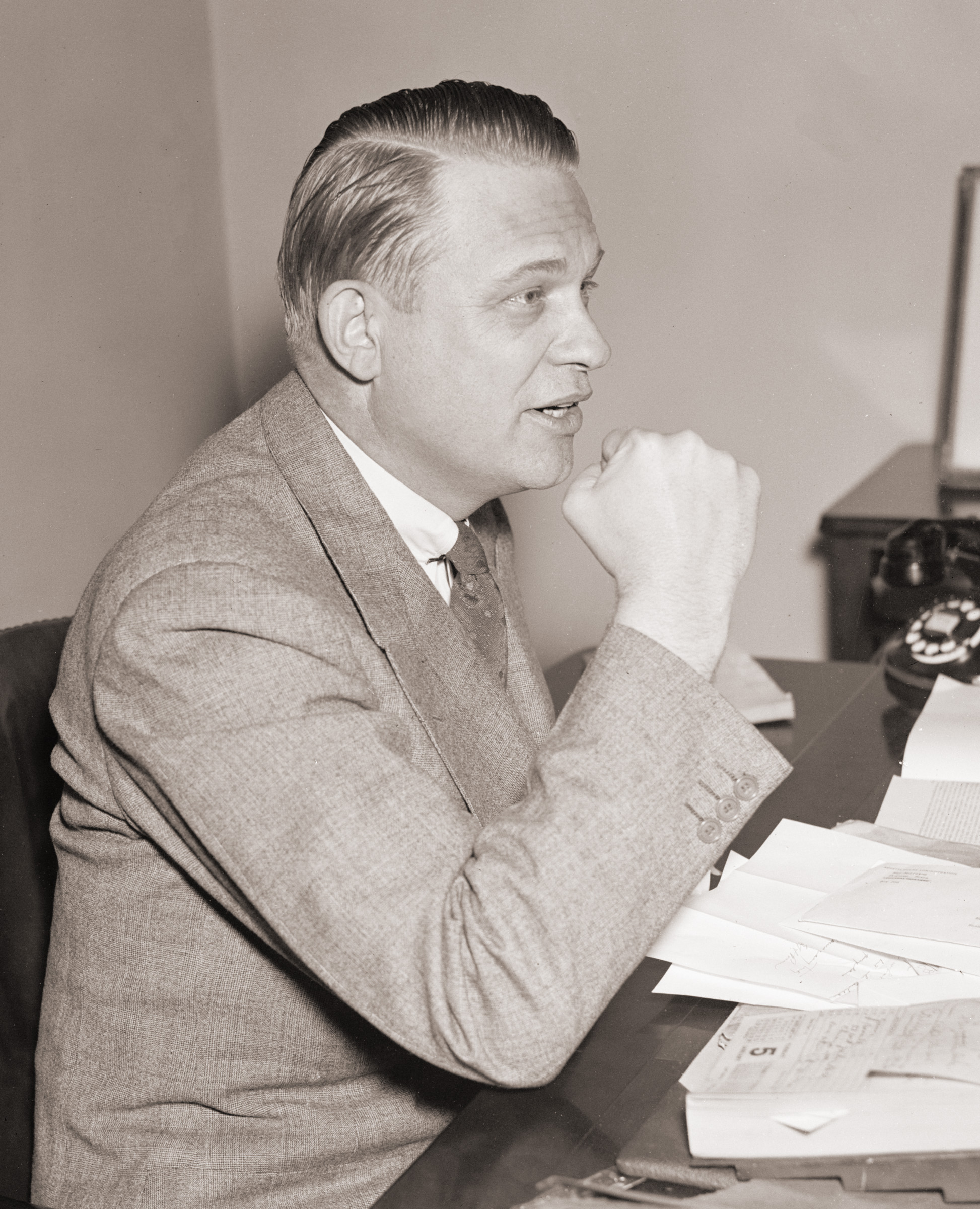
Мартін Діз-молодший з Комітету Діза викликав Гітлоу для дачі свідчень

Після ненадовго повернення до Соціалістичної партії в 1934 році Гітлоу розчарувався в радикалізмі всіх відтінків і став відвертим антикомуністом. У 1939 році він публічно відкинув Комуністичну партію, даючи свідчення перед Комітетом Палати представників з антиамериканської діяльності під головуванням Мартіна Дієса-молодшого з Техасу.
У 1940 році Гітлоу опублікував свою першу політичну автобіографію «Я зізнаюся: правда про американський комунізм». Книга була суперечливою та широко поміченою, підштовхнувши Гітлоу до уваги громадськості як головного противника американського комунізму. Книга залишається важливим першоджерелом для вивчення американського комунізму 1920-х і 1930-х років. 
У 1948 році Гітлоу продовжив свої мемуари 1940 року більш пафосним переказом старих історій під назвою "Ціле їхнє життя" (The Whole of Their Lives): Комунізм в Америці. Неспеціалістам слід з великою обережністю ставитися до історичних розповідей у цій пізнішій книзі для масового читача, написаній "як варення для популяного ринку", оскільки деякі її деталі суперечать тим самим історіям, розказаним тим самим автором майже десятиліттям раніше.  (Порівняй: Майкл Гаммер, онук Арманда Гаммера, став християнином, членом ради директорів і виконавчого комітету Лос-Анджелеського Центру мрій (християнська п’ятидесятницька мережа громадських центрів). В 1948 році він також приєднався до Американської єврейської ліги проти комунізму.
1 травня 1950 року в Мосіні, штат Вісконсін, місцевий форпост  Американського легіону інсценував комуністичне захоплення влади, щоб проілюструвати, яким може бути життя під радянським завоюванням. Гітлоу зіграв роль генерального секретаря "Сполучених Радянських Штатів Америки", а колишній комуніст Джозеф Зак Корнфедер - нового комісара нещодавно перейменованого міста "Москва". Перед заставою  Американського легіону майорів радянський прапор.
Останні памфлети Бена Гітлоу, написані на початку 1960-х років, були опубліковані фундаменталістським проповідником Біллі Джеймсом Гаргісом "Християнські хрестові міністерства" - організацією, яка прагнула зупинити поширення комунізму у світі.

## Особисте життя і смерть
У 1924 році Гітлоу одружився з Баданою Цейтлін.
Бенджамін Гітлоу помер у Кромпонді, штат Нью-Йорк, 19 липня 1965 року.
Документи Гітлоу зберігаються в архіві Інституту Гувера, розташованому в Стенфордському університеті в Пало-Альто, Каліфорнія, та в Університеті Північної Кароліни в Шарлотті.